# Regin

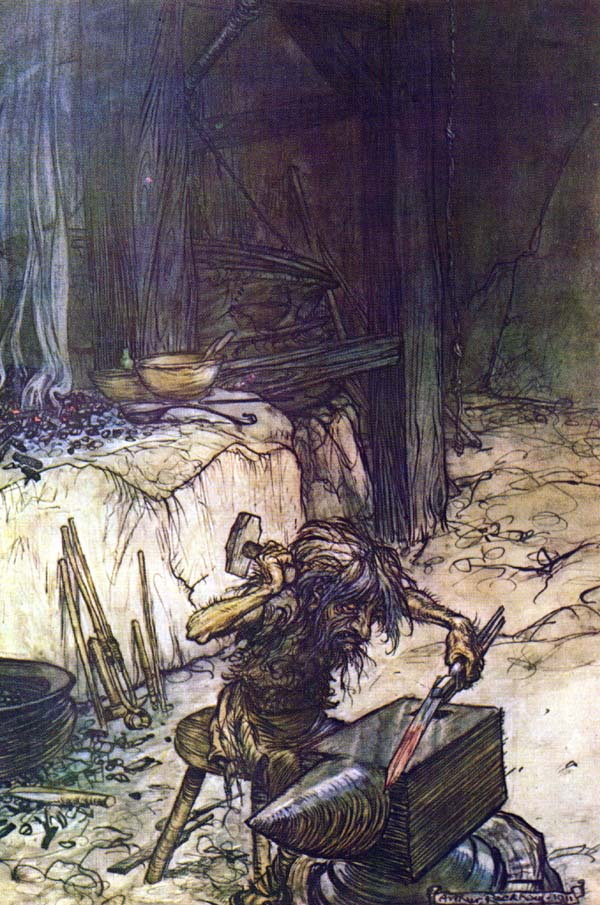
Reginn av Arthur Rackham.

Regin är i nordisk mytologi en dvärg och trollkunnig smed, son till Reidmar, bror till Fafne och Utter. Han var mycket grym.
Regin dödar tillsammans med Fafne deras far, Hreidmar , för att komma över lösesumman som Oden betalat efter att ha dödat deras bror Utter. Lösesumman innehöll bland annat den magiska ringen Andvaranaut som beskrivs i Wagners opera Nibelungens ring.
Regin smidde det brutna svärdet Gram åter åt Sigurd Fafnesbane och bistod också honom när han dödade Fafner. Regin dödades sedan av Sigurd som misstänkte honom för förräderi.
Regin betyder också "de rådande" och var ett namn på alla gudar och övernaturliga väsen som kollektiv.